# Oudenhof (Maaseik)
Oudenhof is de naam van een als kasteeltje te boek staande hoeve die zich bevindt aan de Vlakerweg 16, in het Maaseikse gehucht Gremelslo, ten noordwesten van Maaseik.
In 1435 was er sprake van een laathof van Oedenhoven, en op de Ferrariskaarten (1771-1778) werd dit afgebeeld als een omgracht hoevencomplex. In 1793 werd de hoeve ingrijpend verbouwd door de toenmalige eigenaar, de familie Streignard. Op de Atlas der Buurtwegen van 1845 wordt dit vernieuwde, nog steeds omgrachte, hoevencomplex afgebeeld met de naam: Oudenhof, Château. Ook op de huidige Topografische Kaarten wordt de naam kasteel nog gebruikt.
In 2000 verdween de hoeve en slechts het huidige woonhuis, een bouwwerk uit de 2e helft van de 19e eeuw, bleef behouden. De omgrachting bleef gehandhaafd, en één der traptreden, van oorsprong een latei uit de deur, draagt nog het jaartal 1793.